# Focșani
Focșani (njemački:Fokschan); (mađarski:Foksány) je grad u istočnoj Rumunjskoj središte županije Vrancea. 

## Zemljopis
Focșani se nalazi u istočnoj Rumunjskoj u povjesnoj pokrajini Moldaviji. Južno od grada teče rijeka Milkov koja pravi prirodnu granicu između pokrajine Moldavije i Vlaške. Zapadno od grada uzdižu se Karpati, a istočno od grada pruža se Vlaška nizina.

## Stanovništvo
Po popisu stanovništva iz 2002. godine grad Focșani imao je 101.854 stanovnika, dok je prosječna gustoća naseljenosti 2.155 stan./km2
- Rumunji- 98,68%
- Romi- 1,07%
- ostali- 0,25%

Prema vjeroispovjesti 98,39% stanovništva su pravoslavci

## Poznate osobe
- Camil Baltazar
- Constantin C. Giurescu
- Ion Mincu
- Cilibi Moise
- Anghel Saligny
- Oscar Sager
- Solomon Schechter
- Gheorghe Tattarescu
- Adrian Voinea

## Gradovi prijatelji
- Tivoli, Italija
- Potenza, Italija
- 's-Hertogenbosch, Nizozemska
- Patras, Grčka

## Vanjske poveznice
- Informacije o gradu
- Muzej Vrancei - Povijest grada  Arhivirana inačica izvorne stranice od 10. travnja 2009. (Wayback Machine)